# 고무줄 총

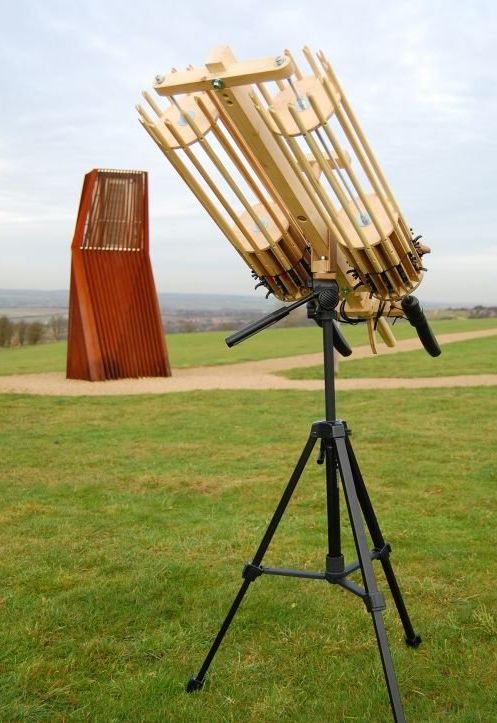
삼각대 위에 있는 디스인티그레이터(Disintegrator)

고무줄 총(Rubber band gun)은 보통 나무 젓가락 따위를 연결시켜 고무줄을 끼워 고무줄의 탄성력을 이용해 날려 버릴 수 있도록 하는 도구이다.
고무줄 총은 어새신(Assassins)과 같은 실사 게임에서 흔히 사용되며, 일반적이고 인기 있는 장난감 무기이다. 사무실이나 교실에서도 흔히 볼 수 있다. 고무줄총은 1845년 3월 17일 스티븐 페리(Stephen Perry)가 영국에서 특허를 받은 고무줄 발명 때부터 인기 있는 장난감이었다.